# Michał Rola-Żymierski

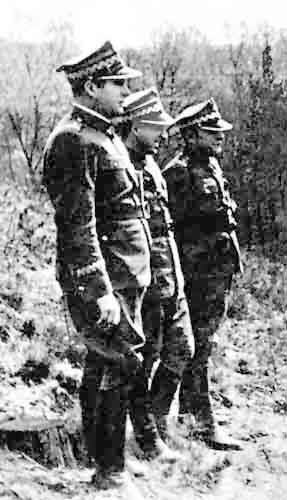
Od lewej generałowie: Michał Rola-Żymierski, Marian Spychalski i Karol Świerczewski nad Nysą Łużycką (1945)

Michał Rola-Żymierski, także Michał Żymierski, Michał Żymirski, ps. „Rola”, „Morski”, „Konrad”, „Zawisza”, właśc. Michał Łyżwiński (ur. 4 września 1890 w Krakowie, zm. 15 października 1989 w Warszawie) – polski wojskowy i działacz komunistyczny, oficer rezerwy Armii Austro-Węgier, generał brygady Wojska Polskiego, w 1927 wydalony z wojska, dowódca Armii Ludowej (1944), Naczelny Dowódca Wojska Polskiego, kierownik i minister obrony narodowej (1944–1949) i przewodniczący Państwowej Komisji Bezpieczeństwa, marszałek Polski, poseł i członek Prezydium Krajowej Rady Narodowej (1944–1947), poseł na Sejm Ustawodawczy (1947–1952), członek Rady Państwa (1949–1952), wiceprezes Narodowego Banku Polskiego (od 1956), honorowy prezes Zarządu Głównego i Rady Naczelnej ZBoWiD, członek Komisji Wojskowej Biura Politycznego KC PZPR, nadzorującej ludowe Wojsko Polskie od maja 1949.

## Życiorys

### Dzieciństwo i młodość
Był synem urzędnika kolejowego Wojciecha Łyżwińskiego i Marii z domu Buczek. Urodzony w krakowskiej rodzinie inteligenckiej. Od 1902 uczęszczał do Gimnazjum św. Anny w Krakowie (klasy I, III, Va, VIa i VIIIa zdał z odznaczeniem). W 1910 zdał maturę. Podjął studia prawnicze na Uniwersytecie Jagiellońskim. Od 1909 działał w ruchu niepodległościowym. Należał do organizacji „Zarzewie”, a później wstąpił do Polskich Drużyn Strzeleckich. We wrześniu 1911 zgłosił się do Armii Austro-Węgier jako tzw. jednoroczny ochotnik. Służbę odbywał w 2 Tyrolskim Pułku Strzelców Cesarskich w Bozen, gdzie ukończył także szkołę oficerów rezerwy. We wrześniu 1912 awansował na chorążego i został przeniesiony do rezerwy.
Michał Łyżwiński zaczął posługiwać się nazwiskiem Żymirski w 1913 roku, gdy jego brat Jan zamordował kierownika księgarni Gebethner i Wolff, zmiany nazwiska dokonał także jego brat Józef (również późniejszy oficer Wojska Polskiego). Po protestach rodziny Żymirskich zmodyfikował nazwisko na „Żymierski”. Jako Artur Żymierski był delegatem Komendy Okręgu I Armii Polskiej we Lwowie.

### Legiony Polskie i I wojna światowa

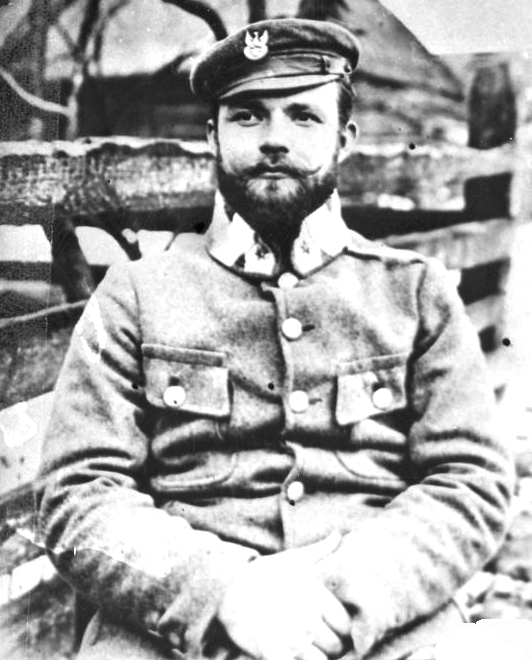
Michał Żymierski jako oficer Legionów Polskich

W lipcu 1914 roku Żymierski, jako oficer rezerwy otrzymał wezwanie do wojska i został wysłany na front serbski. Złożył wówczas podanie o przeniesienie do 2 kompanii kadrowej Legionów Polskich. Przeniesienie do Galicji miał otrzymać w ciągu miesiąca, jednak nie chcąc czekać, Żymierski na własną rękę przedostał się do nowej jednostki. Podczas I wojny światowej służył w Legionach Polskich, początkowo jako dowódca kompanii i batalionu I Brygady. Walczył m.in. pod Laskami i w okolicach Twierdzy Dęblin, gdzie 23 października 1914 został ciężko ranny i do lipca 1915 przebywał w wiedeńskim Allgemeines Krankenhaus na rekonwalescencji. 28 grudnia 1914 szpital w Wiedniu wizytował arcyksiążę Karol Stefan, z którym Żymierski zamienił kilka słów. Latem 1915 w stopniu majora był komendantem Polskiej Organizacji Wojskowej, od 1916 dowódcą pułków w I i II Brygadzie. Od lipca 1917, po kryzysie przysięgowym w stopniu podpułkownika został dowódcą 2 pułku piechoty w Polskim Korpusie Posiłkowym. W lutym 1918 po traktacie brzeskim był inicjatorem buntu II Brygady Legionów i przebicia się jej przez front pod Rarańczą na Bukowinie. Następnie przekazał dowództwo tej formacji gen. Józefowi Hallerowi. Po przejściu frontu został szefem sztabu II Korpusu Polskiego w Rosji (w którego skład weszła II Brygada Legionów) w stopniu pułkownika. Po rozbrojeniu Korpusu przez Niemców po bitwie pod Kaniowem w maju 1918 służył na stanowiskach dowódczych w POW w Rosji. Był dowódcą 2 pułku piechoty w 4 Dywizji Strzelców Polskich.

### Służba w II Rzeczypospolitej
Od stycznia 1919 służył w Wojsku Polskim. Został zweryfikowany w stopniu pułkownika piechoty ze starszeństwem z dniem 1 czerwca 1919.
W marcu 1919 mianowany dowódcą Ciechanowskiego Okręgu Wojskowego. W sierpniu 1919, w związku z wybuchem I powstania śląskiego, został kierownikiem ekspozytury Naczelnego Dowództwa ds. powstania śląskiego z zadaniem kierowania akcją powstańczą na terenie Górnego Śląska. W latach 1919–1920 uczestniczył w wojnie polsko-bolszewickiej, gdzie objął odcinek frontu nad Berezyną pod Borysowem. Był dowódcą II Brygady, a następnie 2 Dywizji Piechoty Legionów. Za dowodzenie w tej fazie wojny został odznaczony orderem Virtuti Militari V klasy. W latach 1922–1923 studiował w Wyższej Szkole Wojennej (franc. École superieur de guerre) w Paryżu, następnie odbył staż we francuskim Sztabie Generalnym. 1 grudnia 1924, w wieku 35 lat, został mianowany generałem brygady ze starszeństwem z dniem 15 sierpnia 1924 i 2. lokatą w korpusie generałów (w 1928 przesunął się na lokatę 1.). Wyznaczony na stanowisko zastępcy szefa Administracji Armii do spraw uzbrojenia odpowiedzialnego za finanse – zakupy sprzętu wojskowego w Ministerstwie Spraw Wojskowych. Podwładnym jego był wówczas (jak i poprzednio w Legionach) późniejszy premier Felicjan Sławoj Składkowski, który w swych pisanych na emigracji wspomnieniach zwięźle skomentował jego talenty ekonomiczne. W opinii o Żymierskim Śmigły-Rydz pisał (1921 r.): „Bardzo dobry oficer Sztabu Generalnego w wyższych dowództwach, zdolny, bardzo obowiązkowy, bardzo czynny, doskonały wychowawca korpusu oficerskiego, bardzo dobry administrator, o wielkiej inicjatywie”.
W czasie przewrotu majowego w 1926 stanął po stronie wojsk rządowych (m.in. nadzorował transport jednostek poznańskich w kierunku Warszawy oraz dowodził tzw. grupą Żymierskiego, która z okolic Sochaczewa podążała na stolicę), po ich klęsce został aresztowany wraz z generałami Tadeuszem Rozwadowskim, Juliuszem Malczewskim i Włodzimierzem Zagórskim. Wkrótce jednak generałów przewieziono do wojskowego więzienia śledczego na Antokolu w Wilnie, podczas gdy Żymierskiego uwięziono w Warszawie. 20 sierpnia 1926 roku doprowadzony z więzienia do Belwederu odbył rozmowę z Piłsudskim. Działał w Związku Oficerów Rezerwy RP, gdzie współpracował z mjr. Pawłem Piskozubem.

### Zwrot w życiorysie – korupcja i współpraca z NKWD
6 września 1927 Wojskowy Sąd Okręgowy Nr I w Warszawie pod przewodnictwem gen. bryg. Bronisława Sikorskiego skazał go za nadużycia finansowe przy dostawach dla armii dokonywanych przez przedsiębiorstwo Protekta (maski przeciwgazowe) na karę 5 lat ciężkiego więzienia i karę dodatkową na czci – wydalenia z wojska. Według sądu Żymierski „użył świadomie swego stanowiska służbowego na szkodę interesu majątkowego Skarbu Państwa” w wysokości 150 tys. dolarów. Ze względu na celowe wstrzymanie dostawy gaśnic w ustawionym przetargu i pozbawienie w ten sposób budynków wojskowych ochrony przeciwpożarowej sąd skazał go na karę pięciu lat ciężkiego więzienia.
Żymierski przebywał w więzieniu na warszawskim Mokotowie i w Cieszynie do 1931. Wówczas nawiązał pierwsze kontakty z komunistami, porzucając wyznawane wcześniej poglądy polityczne. Karol Popiel twierdził później, że oskarżenie Żymierskiego o korupcję było rodzajem zemsty politycznej ze strony Józefa Piłsudskiego i miało pośrednio zdyskredytować Władysława Sikorskiego.
W późniejszym okresie przebywał we Francji (do 1938), gdzie wstąpił do Komunistycznej Partii Polski. W 1932 zwerbował go do współpracy sowiecki wywiad cywilny INO NKWD (lub Razwiedupr – wywiad Armii Czerwonej), który następnie w 1937 roku (w chaosie spowodowanym terrorem wielkiej czystki) zerwał z nim kontakty, podejrzewając Żymierskiego o dezinformację. Żymierski dostarczał NKWD informacje na temat organizacji i wyszkolenia Wojska Polskiego, transakcji Ministerstwa Spraw Wojskowych we Francji, a także werbował agentów dla wywiadu ZSRR z korpusu oficerskiego WP.
W październiku 1938 wrócił do Polski.

### II wojna światowa
W 1939 bezskutecznie ubiegał się o powrót do wojska. W czasie okupacji niemieckiej utrzymywał kontakty z komunistyczną grupą „Młot i Sierp”. Jesienią 1939 wyrobił sobie fałszywe dokumenty na nazwisko Zwoliński – posługiwał się nim w czasie okupacji. Według oficjalnej biografii Żymierskiego, wydanej anonimowo w PRL w 1986 (ze wstępem gen. Wojciecha Jaruzelskiego), w lutym 1940 konspiracyjny sąd obywatelski złożony ze zdecydowanych antypiłsudczyków uznał aresztowanie i wyrok z 1927 za polityczny i zrehabilitował Żymierskiego. Sąd obywatelski prawdopodobnie nie miał świadomości, iż Żymierski był wówczas agentem sowieckiego wywiadu NKWD, a decyzja sądu nie miała znaczenia i mocy prawnej w świetle obowiązującego prawa karnego II RP, gdyż jedynymi organami sądowniczymi mogącymi w warunkach okupacyjnych uniewinnić Żymierskiego był działający od maja 1940 system sądownictwa konspiracyjnego Polskiego Państwa Podziemnego (powołany z ramienia legalnego Rządu RP – kontynuatora przedwojennych struktur państwa polskiego) – np. działające w okupowanym kraju od listopada 1941 Wojskowe Sądy Specjalne lub utworzone w lipcu 1942 Cywilne Sądy Specjalne przy Delegaturze Rządu na Kraj.

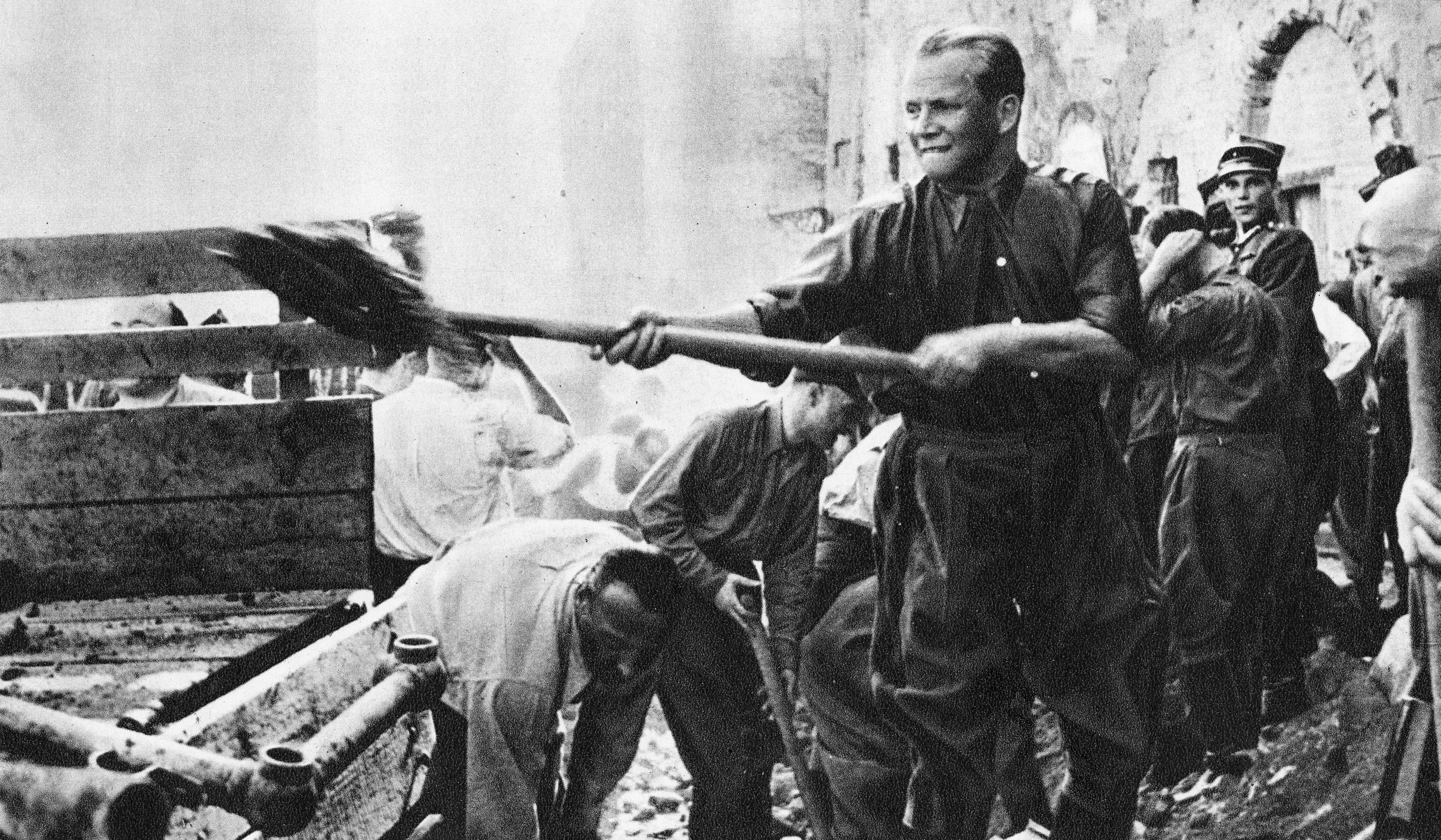
Marszałek podczas odgruzowywania Warszawy

Po zakończonej II wojnie światowej usiłowano przedstawiać Żymierskiego jako ofiarę represji politycznych, nie odnosząc się do kryminalnych zarzutów przeciwko niemu. Niektórzy publicyści i badacze okresu PRL przemilczali ten epizod z życia Żymierskiego lub pisali, iż w 1927 „wyjechał z kraju”. Również zdaniem polskiego historyka Andrzeja Garlickiego zaplecze polityczne skompromitowanego aferą korupcyjną Żymierskiego celowo usiłowało przedstawiać go wyłącznie jako ofiarę zemsty sanacji za udział Żymierskiego w walkach przeciwko Józefowi Piłsudskiemu w okresie zamachu majowego z 1926.
Według Norberta Michty udział Żymierskiego w obronie legalnego rządu nie mógł być powodem pozbawienia go wolności na dłuższy czas, dlatego sfabrykowano i wytoczono mu proces o rzekome nadużycia natury gospodarczej. Zanim jednak do niego doszło, Piłsudski usiłował przeciągnąć Żymierskiego na swoją stronę, obiecując mu nawet stanowisko komendanta Wyższej Szkoły Wojennej pod warunkiem jednakże „ujawnienia interesów jakie prowadził gen. Sikorski”. Piłsudski dostrzegał w Sikorskim groźnego rywala w walce o władzę nad wojskiem, a ponieważ nie mógł mu wytoczyć sprawy z okresu zamachu majowego, gdyż zajął on wówczas stanowisko neutralne, potrzebował innych powodów dla oskarżenia przeciwnika. Żymierski oświadczył, że nic nie wie o żadnych interesach gen. Sikorskiego, a praca w Ministerstwie Spraw Wojskowych pod kierunkiem tegoż była rzetelna i uczciwa.
W 1940 ponownie zaoferował swoje usługi wywiadowi sowieckiemu, lecz ten skontaktował się z nim dopiero w 1942 poprzez członka siatki NKWD Józefa Małeckiego ps. „Sęk” (oficjalnie członka sztabu Gwardii Ludowej). Żymierski miał za zadanie dostarczanie informacji o polskim podziemiu niepodległościowym, próbując zostać członkiem organizacji konspiracyjnych (Związek Walki Zbrojnej, Bataliony Chłopskie, Narodowe Siły Zbrojne), nigdzie jednak nie udało mu się dostać z uwagi na wyrok z przeszłości. Żymierski nawiązał m.in. kontakt ze Związkiem Jaszczurczym, jednak po pewnym czasie zerwał z nim kontakty. W 1940 podjął kolejną próbę przeniknięcia do struktur podziemia, kontaktując się z Komendą Główną ZWZ, jednak gen. Stefan Rowecki „Grot” oferty tej nie przyjął. W 1941 ponownie skontaktował się z jednym z przedstawicieli ZWZ (za pośrednictwem jednego z działaczy Stronnictwa Ludowego), Stefanem Korbońskim (działającym w Politycznym Komitecie Porozumiewawczym przy ZWZ), który nie zgodził się na negocjacje z Żymierskim.
Według relacji Józefa Światły, Żymierski z polecenia sowieckich przełożonych miał nawiązać w Warszawie współpracę z niemiecką tajną policją państwową Gestapo, dopiero wtedy przeszedł do działań w PPR (jako członek niejawny).
Od wiosny 1943 związany z Polską Partią Robotniczą (był członkiem niejawnym), Gwardią Ludową, a później Armią Ludową. Od maja 1943 doradca ds. wojskowych w Sztabie Głównym GL jako generał „Józef”. 1 stycznia 1944 mianowany naczelnym dowódcą Armii Ludowej pod pseudonimem „Rola”. Od 21 lipca 1944 generał broni (z pominięciem stopnia generała dywizji) i Naczelny Dowódca Wojska Polskiego.

### Polska Ludowa
Był członkiem Prezydium Krajowej Rady Narodowej, od 1944 kierownik Resortu Obrony Narodowej Polskiego Komitetu Wyzwolenia Narodowego, w latach 1945–1949 minister obrony narodowej – podwładni Żymierskiego twierdzili, iż pełniąc tę funkcję, sprzeciwiał się sowietyzacji polskiego wojska. W większości przypadków wyroki śmierci wydane przez sądy wojskowe z przyczyn politycznych Żymierski zmieniał na karę więzienia.
Uchwałą Prezydium Krajowej Rady Narodowej z dnia 3 maja 1945 nadano mu stopień marszałka Polski.
8 maja 1945 na posiedzeniu Rady Ministrów (z udziałem prezydenta Krajowej Rady Narodowej Bolesława Bieruta) proponował ustanowienie Narodowego Święta Zwycięstwa i Wolności na dzień 8 maja.
15 czerwca 1945, gdy nasiliły się kontrowersje odnośnie do ustalenia granicy z Czechosłowacją, Rola-Żymierski, zastępujący nieobecnego w kraju premiera, postawił stronie czechosłowackiej ultimatum. Po jego odrzuceniu oddziały polskie wkroczyły na Śląsk Cieszyński (rozkaz operacyjny nr 00336) i zapowiedziano dalsze posuwanie się oddziałów za Olzę. Rozkaz został wstrzymany decyzją władz politycznych.
Uczestnik konferencji poczdamskiej w składzie delegacji polskiej. Jako naczelny dowódca WP i minister obrony narodowej (1944–1949), przewodniczący Państwowej Komisji Bezpieczeństwa (od 1946) – w okresie stalinizmu był współodpowiedzialny za użycie wojska do pacyfikacji społeczeństwa, prześladowania żołnierzy podziemia niepodległościowego, żołnierzy ludowego Wojska Polskiego wcześniej służących w Armii Krajowej lub Polskich Siłach Zbrojnych na Zachodzie oraz cywilów skazywanych z powodów klasowych, etnicznych lub politycznych na kary wieloletniego więzienia, wywózkę do łagrów w ZSRR i obozów NKWD w Polsce (m.in. w Skrobowie) lub śmierć (np. przez Wojskowe Sądy Rejonowe na podstawie dekretów PKWN). Michał Rola-Żymierski osobiście zatwierdzał liczne wyroki śmierci na przedwojennych oficerów Wojska Polskiego, którzy zostali osądzeni przez sądy komunistyczne (jego podpis widnieje na ok. 100 wydanych wyrokach śmierci). W listopadzie 1949 został członkiem Ogólnokrajowego Komitetu Obchodu 70-lecia urodzin Józefa Stalina.

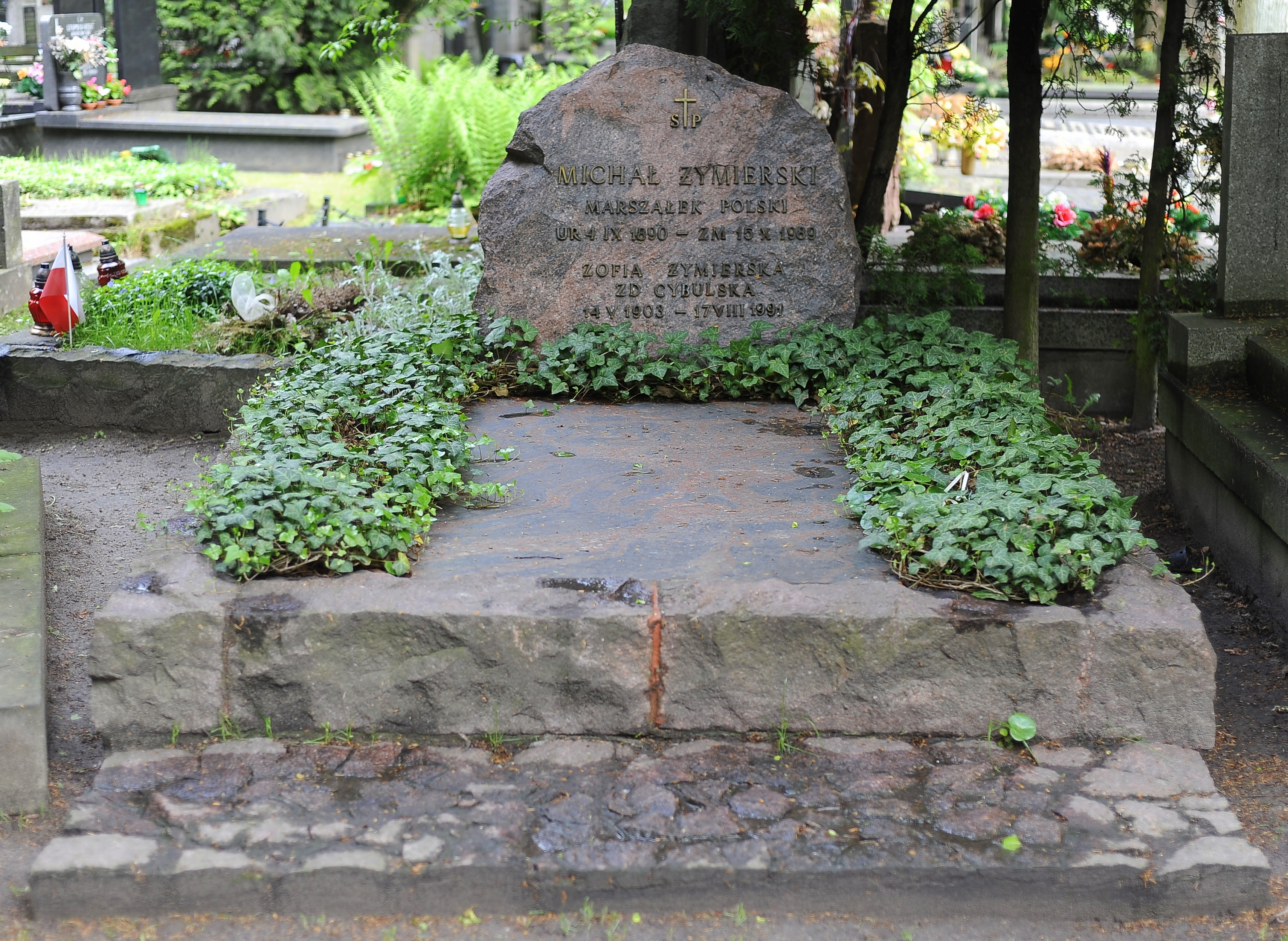
Grób Michała Żymierskiego i jego żony Zofii na cmentarzu Wojskowym na Powązkach w Warszawie

W 1949 usunięty z funkcji ministra obrony narodowej. W latach 1953–1955 ponownie znalazł się w więzieniu z powodów politycznych, w ramach czystek stalinowskich został aresztowany i poddany przesłuchaniom przez Informację Wojskową, po czym oskarżony o współpracę z obcym wywiadem. 19 sierpnia 1955 został zwolniony i zrehabilitowany. Śledztwo zostało umorzone w kwietniu 1956.
Po zwolnieniu nie odegrał już istotnej roli w wydarzeniach w kraju, zajmując od grudnia 1956 do 1967 stanowisko wiceprezesa Narodowego Banku Polskiego i jednocześnie od 1956 do 1966 stanowisko prezesa Rady Banku Handlowego. W 1981 poparł publicznie wprowadzenie stanu wojennego w Polsce. Pozostawał członkiem Polskiej Zjednoczonej Partii Robotniczej aż do śmierci, jednak fakt jego członkostwa w tej partii ujawniono publicznie dopiero w 1981, kiedy na IX Nadzwyczajnym Zjeździe PZPR wszedł w skład Komitetu Centralnego (był członkiem KC w latach 1981–1986). W październiku 1981 powołany przez Plenum Komitetu Centralnego PZPR w skład Zespołu dla przygotowania naukowej syntezy dziejów polskiego ruchu robotniczego. W grudniu 1985 wszedł w skład Zespołu do przygotowania projektu „Programu PZPR” na X Zjazd PZPR, który odbył się w lipcu 1986. Był wieloletnim członkiem Prezydium Zarządu Głównego ZBoWiD. W maju 1972 został wiceprezesem Rady Naczelnej, w 1974 został honorowym prezesem Zarządu Głównego Związku Bojowników o Wolność i Demokrację, a w 1985 honorowym prezesem Rady Naczelnej ZBoWiD. Od 1971 był członkiem Obywatelskiego Komitetu Odbudowy Zamku Królewskiego w Warszawie.
W latach 70. i 80. często uczestniczył w uroczystościach państwowych i rocznicowych jako senior środowiska kombatanckiego, wizytował także jednostki wojskowe. W latach 1982–1985 był honorowym przewodniczącym Społecznego Komitetu Budowy Pomnika Poległym w Służbie i Obronie Polski Ludowej. W maju 1983 kongres PRON nadał mu tytuł honorowego członka Krajowej Rady Patriotycznego Ruchu Odrodzenia Narodowego. 11 listopada 1988 wszedł w skład Honorowego Komitetu Obchodów 70. rocznicy Odzyskania Niepodległości przez Polskę, którego przewodnictwo objął I sekretarz KC PZPR gen. armii Wojciech Jaruzelski.
W 1983 r. ukazała się jego obszerna biografia firmowana przez Wojskowy Instytut Historyczny pt. Marszałek Polski Michał Żymierski.
Zmarł 15 października 1989 w wieku 99 lat. Pochowany 20 października 1989 w Alei Zasłużonych Cmentarza Wojskowego na Powązkach w Warszawie (kwatera A19-lewe półkole-10/11). W pogrzebie udział wzięli: prezydent PRL gen. armii Wojciech Jaruzelski, marszałek Sejmu prof. Mikołaj Kozakiewicz, prezes Rady Naczelnej ZBoWiD prof. Henryk Jabłoński, minister obrony narodowej gen. armii Florian Siwicki, wicepremier, minister spraw wewnętrznych gen. broni Czesław Kiszczak, generałowie Jerzy Skalski, Józef Użycki, Antoni Jasiński i inni. W imieniu żołnierzy WP przemówienie wygłosił minister obrony narodowej gen. armii Florian Siwicki.
Jego grób na cmentarzu Wojskowym na Powązkach w Warszawie nieznani sprawcy dwukrotnie profanowali, oblewając czerwoną farbą.

## Kalendarium
- 1949–1952 – członek Rady Państwa
- 1953–1955 – więziony z powodów politycznych
- 1956–1967 – po rehabilitacji wiceprezes Narodowego Banku Polskiego
- 1943–1952 – poseł do Krajowej Rady Narodowej i na Sejm Ustawodawczy
- 1981 – po wprowadzeniu stanu wojennego publicznie poparł gen. Wojciecha Jaruzelskiego
- 1981–1986 – w ostatnich latach życia był m.in. członkiem Komitetu Centralnego PZPR oraz członkiem Prezydium Ogólnopolskiego Komitetu Frontu Jedności Narodu (1981–1983)
- 1983 – wybrany w skład Prezydium Krajowej Rady Towarzystwa Przyjaźni Polsko-Radzieckiej
- 1985 – powołany na honorowego prezesa Rady Naczelnej Związku Bojowników o Wolność i Demokrację
- 1989 – zmarł jako ostatni dotychczas Polak posiadający stopień marszałka
- 1991 – utracił tytuł Honorowego Obywatela Miasta Bielsko-Biała, otrzymany w 1948.
- Na początku lat 90. utracił tytuł honorowego obywatela Krakowa[62]
- 5 czerwca 2006 Rada Miasta Włocławek pozbawiła Michała Rolę-Żymierskiego tytułu Honorowego Obywatela Miasta[63], stwierdzając iż ten dopuścił się czynu, wskutek którego stał się nadania niegodny, Rada Miasta w wydanej uchwale wymieniła m.in.: odpowiedzialność Żymierskiego za śmierć 100 żołnierzy Armii Krajowej, na których wyroki śmierci podpisywał osobiście, zdobywanie stanowisk dzięki wyjątkowej lojalności wobec Stalina i polityki Związku Radzieckiego względem Polaków i Polski, udział w malwersacjach finansowych i skazanie za te czyny prawomocnym wyrokiem na karę więzienia i grzywny, fakt iż Michał Rola-Żymierski działał przeciwko państwu Polskiemu jako agent radzieckiego wywiadu, fakt, iż Żymierski był autorem pomysłu przeniesienia aresztowanych żołnierzy podziemia niepodległościowego do specjalnie utworzonych „obozów izolacyjnych”, czego skutkiem było utworzenie takich obozów m.in. w Skrobowie koło Lubartowa. W tym obozie do końca 1944 uwięziono ponad 500 oficerów, podoficerów i żołnierzy Wojska Polskiego należących wcześniej do Armii Krajowej, oraz inne niegodne czyny[63]
- 29 czerwca 2011 Rada Miasta Płocka przegłosowała pozbawienie Michała Roli-Żymierskiego tytułu Honorowego Obywatela Miasta Płocka[64]
- 22 lipca 2019 Rada Miasta Chełm podjęła uchwałę w sprawie odebrania Michałowi Roli-Żymierskiemu honorowego obywatelstwa Miasta Chełm[65]
- 19 marca 2021 Rada Miasta Bydgoszczy przyjęła uchwałę pozbawiającą Michała Roli-Żymierskiego tytułu Honorowego Obywatela Miasta Bydgoszczy[66].

## Życie prywatne
Jego hobby: jazda konna, polowania, muzea, teatr, kolekcjonowanie dzieł sztuki. Był żonaty z Zofią Żymierską z domu Cybulską (1903–1991), która również była represjonowana w latach 1953–1955. Miał córkę Zofię (1934–2020), lekarza medycyny. Jego trzej bracia: Józef (1902–1982), płk WP oraz Stanisław, major Polskich Sił Zbrojnych na Zachodzie i Jan byli również represjonowani po wojnie.

## Upamiętnienie
- W spektaklu telewizyjnym Sprawa Polska 1944 (1974) w rolę Michała Roli-Żymierskiego wcielił się aktor Zygmunt Kęstowicz[69].

- Polska Kronika Filmowa w 1947 poświęciła marszałkowi Żymierskiemu reportaż pt. Nasz marszałek[70].
- Honorowy obywatel miast: Torunia (1945)[71], Kłodzka (1945)[71], Łęczycy (30 marca 1947)[71], Sosnowca (1985–2008)[71][72].

## Awanse
- chorąży (niem. Fähnrich) – 30 września 1912[d]
- podporucznik rezerwy (niem. Leutnant) – lipiec 1914[e]
- porucznik (niem. Oberleutnant) – 29 września 1914
- kapitan (niem. Hauptmann) – 9 października 1914[73]
- major – 6 listopada 1914
- podpułkownik (niem. Oberstleutnant) – 1 listopada 1916[74]
- pułkownik – 22 maja 1920 zatwierdzony z dniem 1 kwietnia 1920, w piechocie, w „grupie byłych Legionów Polskich”, 3 maja 1922 zweryfikowany ze starszeństwem z dniem 1 czerwca 1919
- generał brygady – 1 grudnia 1924 ze starszeństwem z dniem 15 sierpnia 1924 i 2. lokatą w korpusie generałów[22]
- generał broni – 22 lipca 1944
- marszałek Polski – 3 maja 1945[75]

## Odznaczenia i wyróżnienia (lista niepełna)
Był jako jedyny Polak odznaczony I klasami wszystkich orderów nadawanych w PRL, radzieckim Orderem „Zwycięstwo” i I klasą amerykańskiej Legii Zasługi. W sumie otrzymał 23 wojskowe odznaczenia zagraniczne.

Polskie:
- Order Budowniczych Polski Ludowej (1970)[76]
- Krzyż Wielki Orderu Virtuti Militari (11 maja 1945)[77][76][78]
- Krzyż Srebrny Orderu Wojskowego Virtuti Militari (1921)[76][79]
- Order Krzyża Grunwaldu I klasy (1945)[80]
- Order Sztandaru Pracy I klasy (1964)[76][81]
- Krzyż Wielki Orderu Odrodzenia Polski (1946)[76][82]
- Krzyż Komandorski Orderu Odrodzenia Polski (7 listopada 1925)[76][83]
- Krzyż Walecznych (czterokrotnie: 1921, po raz 1 i 2 w 1922)[76][84][85]
- Krzyż Partyzancki (12 czerwca 1946)[76][86]
- Śląski Krzyż Powstańczy (1947)[80]
- Medal 30-lecia Polski Ludowej
- Medal 40-lecia Polski Ludowej (1984)[87]
- Medal za Warszawę 1939–1945 (17 stycznia 1946)[76][88]
- Medal za Odrę, Nysę, Bałtyk[76]
- Medal Zwycięstwa i Wolności 1945[76]
- Medal „Za udział w walkach w obronie władzy ludowej”
- Medal „Za udział w walkach o Berlin” (1966)[89]
- Medal Rodła (1987)[80]
- Złoty Medal „Za zasługi dla obronności kraju”
- Medal Komisji Edukacji Narodowej (1976)[90]
- Medal im. Ludwika Waryńskiego (1986)[91]
- Złoty Medal „Polakom byłym żołnierzom Armii Czerwonej” (1983)[92]
- Pamiątkowy Medal z okazji 40 rocznicy powstania Krajowej Rady Narodowej (1983)[93]
- Odznaka za Rany i Kontuzje (trzykrotnie)
- Odznaka harcerska „Za Zasługę” (1946)[80]
- Złoty Medal „Za Zasługi dla LOK” (1979)[80]
- Złota odznaka „Zasłużony działacz LOK” (1967)[94]
- Złota Odznaka honorowa „Za Zasługi dla Warszawy” (1967)[95]
- Odznaka „Za Zasługi dla ZBoWiD” (1982)[96]
- Tytuł Honorowego Członka Środowiska Polaków byłych Żołnierzy Armii Czerwonej przy ZBoWiD (1983)[97]

Zagraniczne:
- Order Żelaznej Korony (Austro-Węgry, 1914)[75]
- Krzyż Wielki Orderu Legii Honorowej (Francja, 1967)[98]
- Oficer Orderu Legii Honorowej (Francja)[99]
- Kawaler Orderu Legii Honorowej (Francja, 1922)[100]
- Medal Zwycięstwa (międzysojuszniczy, 1921)[101][102]
- Komandor Orderu Korony (Belgia, przed 1924)[101]
- Wielki Oficer Orderu Korony (Włochy, 1926)[103]
- Wielki Komandor Legii Zasługi (Stany Zjednoczone, 1945)[76][104]
- Krzyż Wielki Orderu Lwa Białego (Czechosłowacja)[76]
- Czechosłowacki Wojskowy Order Lwa Białego „Za zwycięstwo” (1947)[105]
- Order 9 września 1944 I stopnia z mieczami (Bułgaria, 1948)[106]
- Krzyż Wielki Orderu Zasługi Republiki Węgierskiej (1948)[107]
- Order „Zwycięstwo” (Związek Radziecki, 1945)[76][108]
- Order Lenina (Związek Radziecki)
- Order Przyjaźni Narodów (Związek Radziecki, 1973)
- Medal jubileuszowy „Dwudziestolecia zwycięstwa w Wielkiej Wojnie Ojczyźnianej 1941–1945” (Związek Radziecki)
- Odznaka „25 lat Zwycięstwa w Wielkiej Wojnie Ojczyźnianej 1941–1945” (Związek Radziecki, 1970)[109]
- Medal jubileuszowy „Trzydziestolecia zwycięstwa w Wielkiej Wojnie Ojczyźnianej 1941–1945” (Związek Radziecki)
- Medal jubileuszowy „Czterdziestolecia zwycięstwa w Wielkiej Wojnie Ojczyźnianej 1941–1945” (Związek Radziecki)
- Order Bohatera Narodowego Jugosławii[76]
- Order Partyzanckiej Gwiazdy I stopnia (Jugosławia, 1946)[110]
- Medal i dyplom honorowy Międzynarodowej Federacji Bojowników Ruchu Oporu (FIR)
- Honorowy Obywatel Lublina, Chełmna i 17 innych miast
- i inne